# Sigy (Senna e Marna)
Sigy è un comune francese di 49 abitanti situato nel dipartimento di Senna e Marna nella regione dell'Île-de-France.

## Società

### Evoluzione demografica
Abitanti censiti